# Remember the Urge
"Remember the Urge" é o vigésimo single da banda de visual kei japonesa the GazettE, lançado em 31 de agosto de 2011 pela Sony Japan. A canção não foi incluída em nenhum álbum de estúdio, apesar de ter sido anunciada juntamente com Toxic, mas figurou no álbum de compilação de 2022 Heterodoxy -Divided 3 Concepts- .

## Lançamento
Em julho de 2011, The Gazette anunciou um novo single, "Remember the Urge", e um novo álbum, Toxic, porém o single não seria incluído nele. Uma turnê nacional com vinte e seis shows no total também foi anunciada. O single foi lançado em 31 de agosto em duas edições. A primeira, nomeada Optical Impression, inclui as músicas "Clever Monkey" e "Remember the Urge" e um DVD do videoclipe de "Remember the Urge". Já a segunda edição, Auditory Impression, inclui uma faixa bônus, "Chijou". Um evento de sessão de autógrafos aconteceu em cinco cidades do Japão logo após o lançamento, sendo a primeira vez em sete anos que a banda fez esse tipo de evento. O ingresso para a sessão podia ser encontrado aleatoriamente nas cópias do single.

## Estilo musical e temas
O site japonês de música CD Journal contou que a canção se classifica como rock, chamando-a de "veloz" e com uma "melodia cativante".

## Desempenho comercial
"Remember the Urge" alcançou o marco de sexta posição na Oricon Singles Chart, permanecendo na parada por sete semanas. Na Billboard Japan Hot 100, estreou na nona posição. Já na parada Japanese Rock & Pop Singles da Tower Records, atingiu o terceiro lugar.

## Faixas

### Optical Impression
| Disco um (CD) |                     |         |  |
| N.º           | Título              | Duração |  |
| 1.            | "Remember the Urge" | 4:04    |  |
| 2.            | "Clever Monkey"     | 2:58    |  |

| Disco dois (DVD) |                                              |         |  |
| N.º              | Título                                       | Duração |  |
| 1.               | "Remember the Urge" (Videoclipe + making-of) |         |  |

### Auditory Impression
| N.º            | Título              | Duração |  |
| 1.             | "Remember the Urge" | 4:04    |  |
| 2.             | "Clever Monkey"     | 2:58    |  |
| 3.             | "Chijou" (痴情)     | 3:24    |  |
| Duração total: | Duração total:      | 10:26   |  |

## Ficha técnica

### the GazettE
- Ruki – vocais
- Uruha – guitarra solo
- Aoi – guitarra rítmica
- Reita – baixo
- Kai – bateria